# Vliegrally
Een vliegrally is een activiteit binnen het sportvliegen waarbij een navigatieopdracht zo goed mogelijk voorbereid en uitgevoerd moet worden.

## Algemeen
Een vliegrally heeft ondanks de naam niets met een autorally te maken. Waar het in de autosport gaat om racen tegen de klok over openbare (gelukkig afgesloten) wegen, gaat het bij het rallyvliegen om een navigatiebekwaamheidsoefening waarbij snelheid geen enkele rol speelt. Bij het rallyvliegen bestaat het competitie-element uit nauwkeurigheid en vliegerschap. Maar het gaat de deelnemers bovenal om het plezier in de bezigheid zelf.

## Rally's in Nederland
Jaarlijks wordt er in Nederland een tiental vliegrally's georganiseerd, de bekendste zijn:
- De Dutch Air Rally (2014)
- De ISACAR-rally (elke twee jaar; Inter Service And Civil Air Rally 1969-2012)
- De Dutch Air Tour
- De Ladies Cup
- Touring Motor Glider Rally[1]
- De Zilveren Vleugel[2]
- Airtour Teuge

## De opdracht
De opdracht bestaat meestal uit de volgende onderdelen:
1. Het maken van een navigatieplan
2. Een zo strak mogelijk te vliegen traject
3. Het herkennen van foto's onderweg
4. Een vak- of doellanding bij aankomst

## Het navigatieplan
- Het opdrachtformulier geeft de routepunten (checkpoints) van het te vliegen traject
- Dat kan bijvoorbeeld een lola (longitude-latitude-coördinaat) zijn, of bijvoorbeeld een punt zoveel mijl vanaf een VOR op radiaal x, of bijvoorbeeld een punt zoveel mijl vanaf het voorgaande punt in de richting x
- De punten worden door de deelnemer zorgvuldig in de vliegkaart getekend
- De afstand tussen de routepunten en de tijd dat er over gevlogen wordt moeten vaak ingevuld worden op het opdrachtformulier
- Soms moet de exacte passeertijd van de punten ingevuld worden, soms krijgt men die vooraf op
- De deelnemer krijgt een bepaalde starttijd of een tijd dat het eerste routepunt gepasseerd moet worden

## Het traject
- Vaak vermeldt de opdracht dat het traject zo strak mogelijk gevlogen moet worden
- Strak vliegen betekent zonder 360's en S-bochten, wat vaak wordt gecontroleerd door controleposten op de grond
- De passeertijd van bepaalde routepunten wordt op de grond genoteerd, evenals de richting van waaruit de vlieger komt en op welke afstand het routepunt gepasseerd wordt
- Afwijkingen worden vertaald in strafpunten

## De foto's
- De deelnemer krijgt foto's mee van objecten of markante punten onderweg
- Genoteerd moet worden op welk deel van de route die punten liggen, bijvoorbeeld tussen de routepunten D en E
- Soms moet ook de lola (longitude-latitude-coördinaat) genoteerd worden
- Naast foto's zijn er soms ook puzzeltjes die onderweg opgelost moeten worden. Bijvoorbeeld een oleaat afvliegen, een bepaalde radiaal oppikken of en foto nemen van een markant punt onderweg.

## Vak of doellanding
- Officieel behoren er vijf vakken van 10 meter te zijn en een groot 50 metervak daarachter
- Maar meestal is er slechts één groot vak, soms twee
- Het is de bedoeling in het eerste (kleine) vak te landen
- Voor het eerste vak landen levert veel strafpunten op, na het laatste (grote) vak ook
- Een slecht uitgevoerde landing kan meer strafpunten opleveren dan een landing buiten het vak

## Puntentelling
De puntentelling is meestal een goed bewaard geheim om te voorkomen dat deelnemers hun tactiek daarop zullen afstemmen.
Het zwaartepunt ligt echter altijd bij de navigatieopdracht, een rally is nu eenmaal geen doellandingswedstrijd of fotoherkenningsvlucht.
Meestal wordt er gewerkt met strafpunten, waarbij het maximumaantal te behalen strafpunten van de landing en de foto's tezamen niet boven het maximumaantal te behalen strafpunten voor de navigatieopdracht zullen uitkomen. 
Dit wordt ook wel het 1-2-3- of 3-2-1-principe genoemd, max. 100 voor de landing betekent max. 200 voor de foto's en max. 300 voor de navigatieopdracht.
Hier een voorbeeld van een veelgehanteerde puntentelling.
- Bij controlepunt: 1 strafpunt per seconde afwijking, max. 600 strafpunten in totaal.
- Grondletter, -teken of foto niet of onjuist waargenomen: 50 strafpunten, max. 400 strafpunten in totaal.
- Vaklanding, max. 200 strafpunten.
  - Vóór vak l of voorbij vak 2: maximumaantal strafpunten
  - Vak 2: 150 strafpunten
  - Vak l, sub-vak E: 100 strafpunten
  - Vak l, sub-vak D:  50 strafpunten
  - Vak l, sub-vak C:  20 strafpunten
  - Vak l, sub-vak B:  10 strafpunten
  - Vak l, sub-vak A:  0 strafpunten

Soms worden er penalty's toegekend, bijvoorbeeld voor:
- Gebruik van een gps
- Onjuiste procedures, slecht vliegerschap, neuswiellanding

## Tips voor deelnemers
- De deelnemer mag de kruissnelheid vaak zelf opgeven, geef niet meer op dan 80% van de normale kruissnelheid, langzaam vliegen is veel makkelijker dan snel vliegen.
- Bedenk dat bij kruissnelheden > 120 kts het herkennen van foto's moeilijker wordt.
- Oefen vooraf in het vliegen van een constante lage snelheid, bijvoorbeeld 65 kts.
- Zorg voor een gedetailleerde wegenkaart met wegrestaurants en parkeerplaatsen (schaal ca. 1:200.000), bedenk dat controleurs zich meestal in de nabijheid van een bar en een toilet bevinden.
- Zet ruim vooraf de klokken gelijk, soms moeten die op een tijdsein gelijkgezet worden, soms staat er een referentieklok. Teleteksttijd blijkt meestal een goede keuze.
- Een digitaal klokje of stopwatch die alleen minuten en seconden aangeeft is nuttig, plak de uren eventueel af, bevestig het klokje goed zichtbaar voor zowel vlieger als navigator.
- Bekijk vooraf de wind op hoogte en vermenigvuldig tegenwind met een factor 1,5 voor het rekenwerk, langzamer vliegen is makkelijker als het dan toch blijkt mee te vallen.
- Bekijk vooraf hoeveel tijd er nodig is om in te stappen, naar de baan te taxiën en de checks te doen, voor het geval er een exacte starttijd opgegeven wordt.
- Bekijk hoeveel tijd er nodig is voor de start zelf, het volgens de procedure uitvliegen van het circuit en het aankomen op een vast referentiepunt (bijvoorbeeld einde downwind), voor het geval er een exacte tijd boven het eerste routepunt opgegeven wordt.
- Kijk vooraf bij de baan waar het doellandingsvak ligt, bij twijfel altijd 'bij de mannetjes' landen die naast de baan staan.
- Neem een doorzichtig plastic hoesje mee om de foto's in te doen, zorg dat alle foto's zichtbaar zijn via de voorkant of achterkant van het hoesje, verwijder gevonden foto's of draai ze om.
- Foto's kunnen vals zijn en helemaal niet op de track liggen, dit zijn vaak foto's van bekende punten, bijvoorbeeld een bekend kasteel.
- Een fout antwoord wordt vaak zwaarder bestraft dan geen antwoord.
- Een veelgemaakte fout is dat men de foto's op relatief grote afstand van de track zoekt, vooral bij helder weer, meestal vliegt men er pal overheen.
- Soms is er op de grond een letter uitgelegd die genoteerd moet worden, een moeilijk onderdeel vaak bedoeld om de vlieger af te leiden, concentreer u op koers en tijd.
- Voorzie de tracks van minuut-streepjes, bij 120 kts om de twee mijl en bij 90 kts om de anderhalve mijl, en controleer die onderweg.
- Het is handig als de vlieger ook een kaart heeft met de te vliegen route.
- Gebruik eenvoudige hulpmiddelen, een ouderwetse 'airtour'-computer of E6B werkt sneller dan menig laptopprogramma of rekenmachine. Neem ook een passer mee.
- Concentreer u op het berekenen van de juiste snelheid, een exacte koers is minder belangrijk omdat u huisje-boompje-beestje vliegt.
- Bedenk een vast werkschema, bijvoorbeeld het 'Grof→Fijn'-werkschema: eerst grof de routepunten en lijnen in de kaart en het opdrachtformulier met potlood invullen (rustpunt: u kunt nu in ieder geval vliegen); dan fijn: routepunten precies, passeertijd precies, opdrachtformulier precies (u kunt nu ook winnen).
- Vlieg het begin van elke nieuwe track iets sneller, als het goed gaat kunt u aan het einde van de track iets langzamer vliegen.
- Controleposten staan vaak op de makkelijke routepunten waar vrijwel iedereen zal overkomen. De organisatie heeft nu eenmaal cijfers nodig.
- Als een controlepost op een moeilijker punt staat zal daar vrijwel zeker ook een foto van zijn. Registraties zijn soms moeilijk afleesbaar voor de controleurs en als de deelnemer dan toch de foto heeft herkend, wordt het voordeel van de twijfel aan de vlieger gegeven.
- Denk om het het verplichte meldpunt bij terugkeer, vaak is dat een controlepunt. De controleur luistert de radio uit om uw tijd te kunnen noteren. Bij geen verplicht meldpunt kan een radio-oproep gevraagd worden bij aanvliegen downwind of bij het laatste routepunt (request landing information).
- Vlieg altijd om een bui heen, slecht vliegerschap levert veel strafpunten op en onverantwoord gedrag kan zelfs tot diskwalificatie leiden.
- Houd bij de doellanding een lage (voorzorgslandings)snelheid aan met motorvermogen.
- Mik op het laatste van de kleine vakken in een constante daalhoek.
- Trek na het passeren van het eerste kleine vak het gas dicht.
- Een harde landing is normaal, maar door de lage snelheid komt de kist niet meer los (echte vliegers geven op het juiste moment nog een klein 'rukje').
- Een vliegrally is geen doellandingswedstrijd, druk de kist nooit aan de grond, een neuswiellanding wordt zwaar aangerekend, een dikke stuiter ook.
- Gebruik een pet-met-klep in plaats van een zonnebril.